# Monument Engelandvaarders Katwijk
Het monument voor de Engelandvaarders in Katwijk in de Nederlandse provincie Zuid-Holland, is een gedenkplek gewijd aan Engelandvaarders, mensen die in de Tweede Wereldoorlog (1940-'45) vanuit Nederland over zee naar Engeland probeerden te komen.
Het monument is in juni 2017 geplaatst aan de Boulevard bij de Seinpoststraat en de Zeereepstraat in Katwijk aan Zee en omvat een bronzen beeld "Freedom Forward" van Jurriaan van Hall van twee jonge mannen in een kano. Daarnaast komt een (interactief) informatiepaneel.